# 埼玉里索那銀行
株式會社埼玉里索那銀行（日语：／，英文表記：Saitama Resona Bank, Limited.）是日本里索那控股旗下的都市銀行。總部位在埼玉縣埼玉市浦和區。

## 概要
埼玉里索那銀行是里索那控股的子公司，繼承了舊旭日銀行的埼玉縣內店舖與東京都內部分店鋪。
在其主要營業區域的埼玉縣內，無論是存款或是貸款額皆高居第一。
有人店鋪132店中的127店位於埼玉縣內。埼玉縣外的店舖為東京支店，與埼玉縣關係密切的東京都豐島區池袋的「Seven Days Plaza池袋（埼玉營業部池袋出張所）」，群馬縣高崎市與太田市的法人業務出張所「高崎企業辦公室（本庄支店高崎出張所）」「太田企業辦公室（熊谷支店太田出張所）」等。
由於繼承過去的埼玉銀行，因此是埼玉縣與縣內64自治體中61個自治體的指定金融機關。除了部分市區町村役所、役場有派駐職員服務外，多數埼玉縣內的市區町村役所、役場與其周邊都設有ATM。
本店位於埼玉市浦和區，為「埼玉營業部」。該營業部原為埼玉銀行本店營業部，因此其營業室（窗口、大廳）的樓板面積可比擬巨型銀行本店營業部。該建物也在1977年獲得BCS賞。
店鋪除了東京支店與旭日銀行時代新設的埼玉新都心支店等外，多使用埼玉銀行時代的土地建物。此外，本社有部分機能存在於里索那控股東京本社內。
由於是繼承了舊旭日銀行的埼玉縣內據點，住宅貸款等個人融資比率也高，因此呆帳比率較低。成立時的負債權益比率僅約7%（2009年（平成21年）度中間期決算時約10.78%），是里索那集團中唯一的優良銀行。
由於前身之一的舊埼玉銀行為都市銀行，因此是BANCS加盟行，但在金融廳的銀行分類中是列在「地域銀行/其他」。相對於其他四間都市銀行（瑞穗銀行、三菱UFJ銀行、三井住友銀行、里索那銀行）由金融廳直接監督，本行與地方銀行一樣是由關東財務局監督。
與里索那集團的其他企業不同的是，埼玉里索那銀行在現金袋、名片、金融卡等設計上加入了埼玉縣吉祥物「KOBATON」。

### 里索那銀行特別金融支援時的影響
2003年（平成15年）5月，里索那銀行依據預金保險法102條1號措施向小泉內閣提出預防性資本挹注申請。在政府出資1兆日圓取得股權後，里索那銀行實質國有化。
由於該措施是針對里索那銀行，因此埼玉新聞與全國報紙的地方（埼玉縣）版並未討論對縣內經濟的影響。金融分析師與業界相關人士則認為里索那銀行可能遭控股售出或獨立，握有埼玉縣指定金融機關權力的時任埼玉縣知事土屋義彥也在2003年（平成15年）5月20日的定期記者會中也未獨立表達正面看法。
然而，2003年（平成15年）5月底，里索那控股的川田憲治社長向政府提出包含里索那控股旗下各銀行社員減薪三成、裁員等重建手段的經營健全化計畫。「里索那集團整體經營方針將受到國家監督」的發言也暗示了經營面將沒有巨大變動，為里索那銀行獨立的憶測打上問號。
同年8月，預金保險機構透過股票互换，里索那銀行實質國有化。

#### 轉型地域密着型金融
2003年（平成15年）11月，埼玉縣知事上田清司與時任埼玉市長相川宗一表示，配合今後里索那集團的重整，規劃從里索那控股中取得埼玉里索那銀行股權，將該銀行變成「縣民銀行」，但在公家資金使用的看法以及與縣內地銀武藏野銀行整合的利弊等議題之下，構想未能實現。
里索那恐慌結束後，埼玉里索那銀行公布了「關係銀行業務（Relationship banking）機能強化計畫」與「推動地域密着型金融」。藉此，銀行將對埼玉縣內居民提供住宅優惠貸款，並擴充中小企業融資產品線等，針對地域金融強化服務。
另外，埼玉里索那銀行也發行包含銀行公開揭露資訊與埼玉縣內話題的小冊子《埼玉里索那TODAY》，以及刊載投資信託、年金保險商品宣傳與名人對談的第二人生情報誌《彩5L》。

### 店鋪

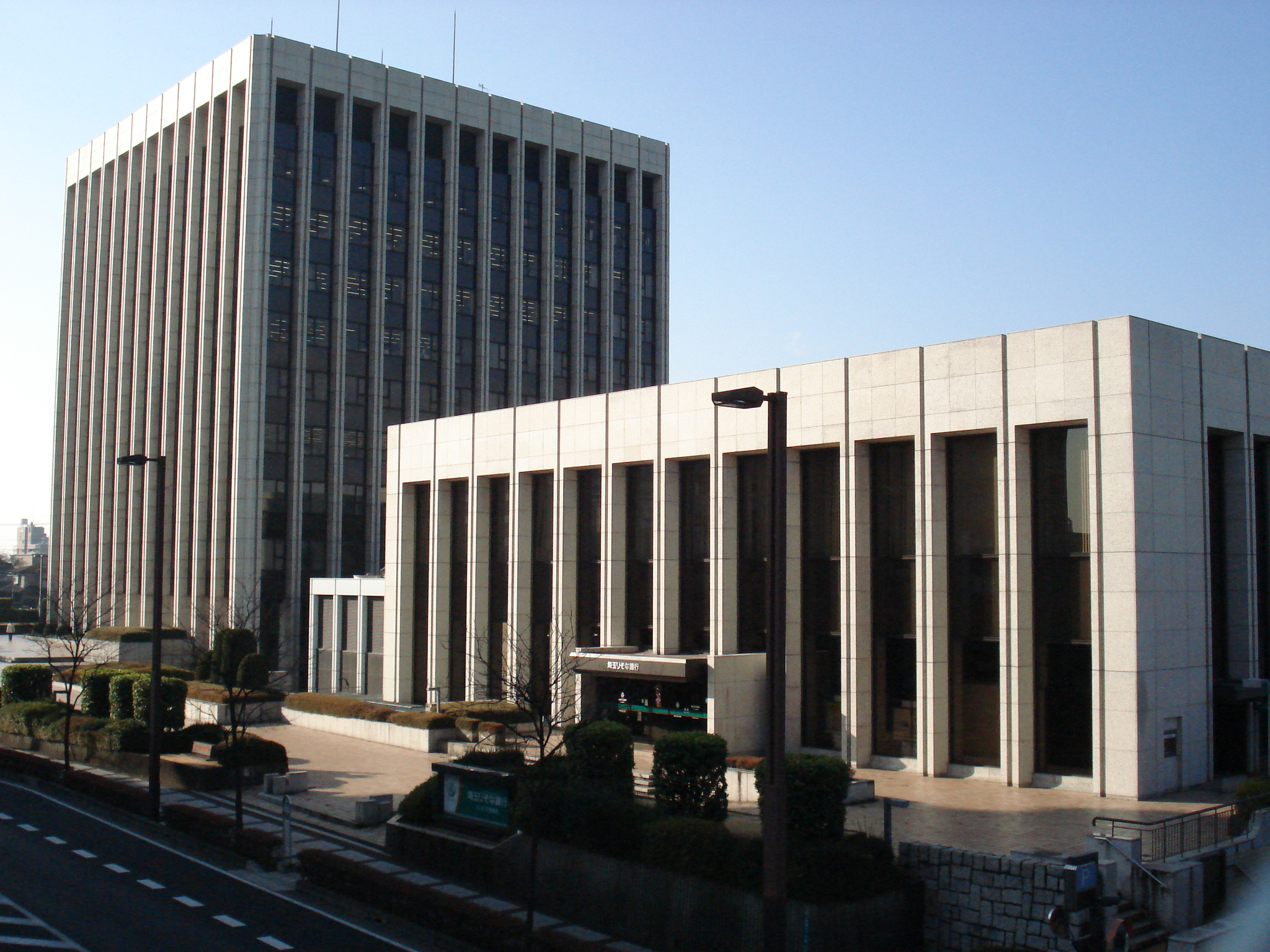
現本店（埼玉營業部）
（舊埼玉銀行本店→舊旭日銀行浦和營業部→舊旭日銀行埼玉營業部）

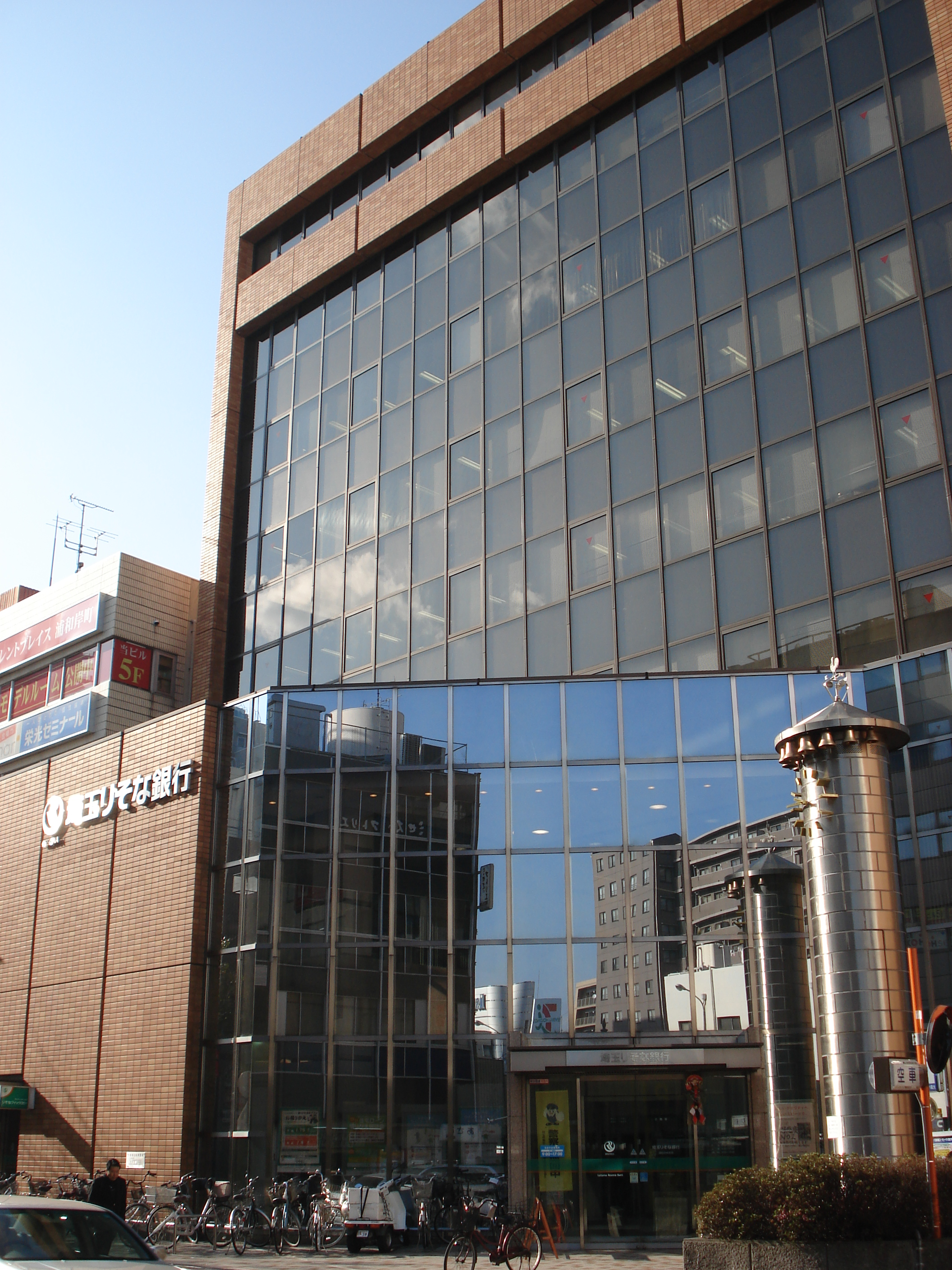
浦和中央支店
（舊武州銀行浦和支店跡、舊埼玉銀行前本店）

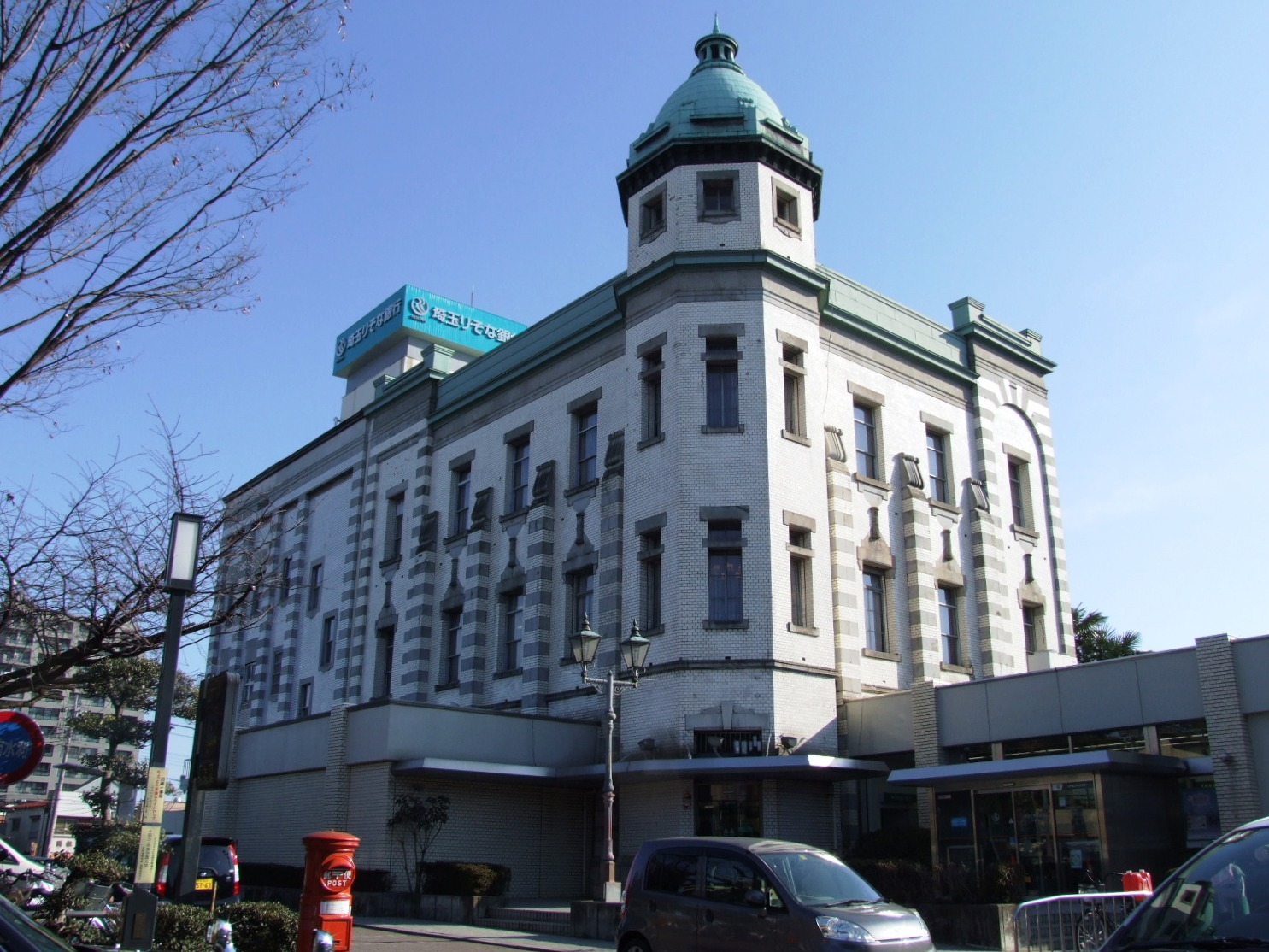
川越支店
（舊第八十五國立銀行本店）

舊旭日銀行的埼玉縣內有人店鋪中，埼玉里索那銀行繼承了除了為了讓里索那銀行繼承而開設的浦和支店以外的108店鋪（相當於舊旭日銀行有人店鋪總數的三分之一），以及大手町中央支店、池袋東口支店、新宿站前支店（2004年（平成16年）9月17日閉店）3店鋪。
埼玉縣外的支店級據點僅有東京支店。埼玉里索那銀行本身的單獨店鋪、無人出張所（ATM）據點數是BANCS加盟五行中最少，僅與地方銀行同等水準。另外，本銀行與里索那銀行的ATM可共用雙方的存摺、提款卡，但有部分服務受到限制。與關西未來銀行、港銀行的交易，與里索那銀行一樣全時段適用手續費視同行內交易。
2004年（平成16年）起，除了坂戶市的東坂戶代理店（2007年（平成19年）3月廢止）以外的全店鋪窗口營業時間延長至下午5點。

## 沿革
- 2002年（平成14年）8月27日：銀行成立，為株式會社大和銀控股（現株式會社里索那控股）完全子公司。
- 2003年（平成15年）

- 3月1日：繼承株式會社旭日銀行（同日解散與株式會社大和銀行合併）分割業務。
- 3月3日：埼玉里索那銀行開始營業。

- 2009年（平成21年）11月24日：大手町中央支店移往東京都文京區後樂，改稱東京支店。
- 2010年（平成22年）5月6日：東京本部移往深川GATHARIA（日语：深川ギャザリア）。
- 2017年（平成29年）4月：群馬縣高崎市與太田市設置法人營業據點「高崎企業辦公室」、「太田企業辦公室」，首次進入北關東。
- 2017年（平成29年）5月1日：運用埼玉高速鐵道埼玉球場線浦和美園站副站名制度，命名為「與浦和美園漫步　埼玉里索那銀行最近站」。
- 2017年（平成29年）11月：自2003年開始營業以來，首次在埼玉縣內設置新營業據點「浦和美園出張所」。
- 2018年（平成30年）10月：設置「越谷Lake Town出張所」。

## 海外據點
由於主要在埼玉縣內營業，沒有海外據點。原埼玉銀行的海外據點（聖保羅駐在員事務所等）已在舊旭日銀行時代的2001年（平成13年）出售給東京三菱銀行。

## 資料來源
1. ↑  埼玉りそな銀行／会社概要 （页面存档备份，存于）（2018年8月8日閲覧）。
2. ↑  「セブンデイズプラザいけぶくろ」の新規開設について～りそなグループとして初のグループ共同運営店舗～ （页面存档备份，存于）埼玉りそな銀行ニュースリリース（2017年4月26日）2018年8月8日閲覧。
3. ↑  「おおたビジネスオフィス」「たかさきビジネスオフィス」の開設について （页面存档备份，存于）埼玉りそな銀行ニュースリリース（2017年3月30日）2018年8月8日閲覧。
4. ↑  金融廳.  (PDF).   [2011-10-05]. （原始内容存档 (PDF)于2016-12-20）.
5. ↑  2003年5月20日 読売新聞東京本社9面
6. ↑  2003年（平成15年）5月31日 読売新聞東京本社朝刊3面
7. ↑  2003年12月23日 読売新聞東京本社埼玉県南版24面

### 備註
1. ↑  比企郡小川町及嵐山町的指定金融機關為埼玉縣信用金庫（←原小川信用金庫）、秩父郡橫瀨町為武藏野銀行。所澤市原是與三菱UFJ銀行的輪替制，但在三菱UFJ銀行退出後，2019年7月起埼玉里索那銀行將成為單獨指定金融機關）
2. ↑  舊埼玉銀行本店 → 舊旭日銀行浦和營業部 → 舊旭日銀行埼玉營業部
3. ↑  埼玉縣內的舊大和銀行（里索那銀行）支店僅存朝霞台支店。
4. ↑  2009年（平成21年）11月24日移至東京都文京區後樂住友不動產飯田橋第一大廈7樓後更名為「東京支店」（埼玉りそな銀行店舗移転のお知らせ(りそなホールディングス) （页面存档备份，存于））（2010年1月13日閲覧）
5. ↑  2012年（平成24年）6月19日與東京支店合併（埼玉りそな銀行店舗統合のお知らせ(りそなホールディングス) （页面存档备份，存于））（2012年3月31日閲覧）

## 關連項目
- 埼玉銀行
- 埼玉里索那產業協力財團

## 外部連結
- 埼玉りそな銀行 （页面存档备份，存于）（日語）